# Nausori
Nausori är en ort i Fiji.   Den ligger i divisionen Centrala divisionen, i den östra delen av landet, 15 km nordost om huvudstaden Suva. Nausori ligger 11 meter över havet och antalet invånare är 47 604. Den ligger på ön Viti Levu.
Terrängen runt Nausori är huvudsakligen platt, men västerut är den kuperad. Terrängen runt Nausori sluttar österut. Runt Nausori är det tätbefolkat, med 266 invånare per kvadratkilometer. Närmaste större samhälle är Suva, 15,4 km sydväst om Nausori. Omgivningarna runt Nausori är en mosaik av jordbruksmark och naturlig växtlighet.